# Norwegian International 1963
Die Norwegian International 1963 fanden in Oslo statt. Es war die achte Austragung dieser internationalen Titelkämpfe von Norwegen im Badminton.

## Finalergebnisse
| Disziplin    | Sieger                                 | Finalist                            | Ergebnis          |
| ------------ | -------------------------------------- | ----------------------------------- | ----------------- |
| Herreneinzel | Tom Christensen                        | Svend Andersen                      | 15–12, 15–2       |
| Dameneinzel  | Lizbeth von Barnekow                   | Eva Petterson                       | 11–3, 11–2        |
| Herrendoppel | Bengt-Åke Jönsson Ingemar Eliasson     | Tom Christensen Svend Andersen      | 17–14, 15–7       |
| Damendoppel  | Lizbeth von Barnekow Liselotte Nielsen | Irmgard Latz Heidi Menacher         | 2–15, 15–5, 15–10 |
| Mixed        | Svend Andersen Liselotte Nielsen       | Bengt-Åke Jönsson Gunilla Dahlström | 15–6, 15–5        |